# Águeda (Freguesia)
Águeda ist eine ehemalige portugiesische Gemeinde (Freguesia). Sie ist zudem Sitz des Kreises (Concelho) von Águeda. Águeda wurde im Jahre 1985 zur Stadt (Cidade) erhoben.
Die Freguesia Águeda hatte eine Fläche von 27,33 km² und 11.357 Einwohner (Stand 30. Juni 2011).

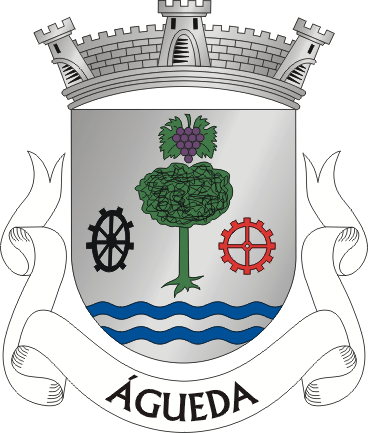
Das Wappen der ehemaligen Freguesia

Am 29. September 2013 wurden die Freguesias Águeda und Borralha zur neuen Freguesia União das Freguesias de Águeda e Borralha zusammengefasst.

## Geografie
Die Stadt liegt am Rio Águeda, wo sie sich an einem leicht geneigten Hang des Tals, welches sehr breit und 31 Meter tief ist, ausbreitet. Sie liegt 240 km nördlich von Lissabon, 72 km südlich von Porto und 20 km östlich von der Distrikthauptstadt Aveiro entfernt.

## Ortschaften
Folgende Ortschaften gehörten zur Gemeinde Águeda:
| - Águeda - Alagoa - Alhandra - Ameal - Assequins - Bolfiar | - Catraia de Assequins - Cavadas - Giesteira - Gravanço - Lapas de S. Pedro - Maçoida | - Ninho de Águia - Paredes - Raivo - Regote - Rio Covo - Sardão | - S. Pedro - Vale de Erva - Vale Domingos - Vale Durão - Vale do Sobreirinho - Vale Verde |

## Bauwerke
- Pelourinho de Assequins (Fragmente des Schandpfahls aus dem frühen 16. Jahrhundert)[2]